# Johann von Pechlin
Johann Freiherr von Pechlin, Edler von Löwenbach, (* 1677, vermutlich in Kiel; † 9/10. Februar 1757) war ein schleswig-holsteinischer Staatsmann und Kanzler in der ersten Hälfte des 18. Jahrhunderts. 

## Biografie
Johann Pechlin war Sohn des herzoglichen Leibarztes, Bibliothekars und Prinzenerziehers Johann Nikolaus Pechlin; die Familie Pechlin hatte Vorfahren auf der Insel Fehmarn. Johann begann seine Laufbahn 1703 als Assessor der gottorfischen Justiz- und Regierungskanzlei in Schleswig und wurde dort 1710 Justiz- und Kanzleirat sowie Oberbibliothekar der herzöglichen Bibliothek. Schon 1707 hatte er den Katalog der in der Bibliothek verwahrten Handschriften und 1709 den Gesamtkatalog Catalogus Bibliothecae Gottorpiensis erstellt. Das Haus Schleswig-Holstein-Gottorf durchlebte zu Beginn des 18. Jahrhunderts die unruhigen Zeiten des Großen Nordischen Krieges. Der aus dem Land vertriebene Herzog Friedrich IV. fiel 1702 in der Schlacht bei Klissow. Der vierjährige Erbe Herzog Karl Friedrich wurde 1704 mit seiner von dort stammenden Mutter unter der Hut von Johann Nikolaus Pechlin nach Stockholm gebracht. Die Gottorfer Bibliothek wurde 1718 dänisch, so dass Johann Pechlin sich zur Disposition der nach dem Verlust des Landesteils Schleswig in Kiel ansässigen Regierung des Herzogtums Gottorf stellte. Diese nutzte ihn mehrfach als Sendboten an den kaiserlichen Hof in Wien. Danach wurde er nach dem Regierungsantritt von Herzog Karl Friedrich (1719) zum schleswig-holsteinischen Staatsrat (1720) ernannt und stieg in der Folge weiter zum Geheimen Legationsrat und Gesandten in Stockholm sowie letztendlich zum Kanzler des Herzogtums auf. 
Nach dem Tode Karl Friedrichs 1739 musste wieder eine vormundschaftliche Regierung eingesetzt werden. Pechlin wurde für seine bisherigen Verdienste 1740 in den deutschen Adelsstand erhoben und 1743 unter Verleihung des weiteren Namens Edler von Löwenbach auch Freiherr. Herzog (Karl) Peter (Ulrich) wurde am 17. Juni 1745 für mündig erklärt und konnte damit die Regierungsgewalt über Schleswig-Holstein-Gottorp persönlich übernehmen. Da er inzwischen aber zum russischen Thronfolger bestimmt worden und so als späterer Zar in Russland residenzpflichtig war, wurde die neue Regierung im fernen St. Petersburg angesiedelt. Pechlin wurde 1746 Hofkanzler des Herzogtums und stand damit dem Geheimen Rat (Conseil) für die nächsten elf Jahre bis zu seinem Tode vor. 
In seine Amtszeit fielen außenpolitisch die wichtigen Verhandlungen mit dem Königreich Dänemark wegen des Austausches des großfürstlichen Anteils von Holstein gegen die Grafschaften Oldenburg und Delmenhorst. Über die Verhandlungsführung Pechlins kam es zu Missstimmigkeiten mit dem Herzog, der dem Ziel ohnehin skeptisch gegenüberstand. Auch stimmten die Interessen des russischen Thronfolgers nicht mit den offiziellen Interessen Russlands überein. Dänemarks Vertreter in den Verhandlungen Graf Lynar wusste dies zu nutzen und schwächte Pechlin durch Diskreditierungen zusätzlich. Dies führte zu einer erheblichen Verstimmung des Herzogs und russischen Thronfolgers. Dieser brach die Verhandlungen mit Dänemark ab. Seinem Hofkanzler Pechlin wurde bei höchster Ungnade verboten, auf die Sache zurückzukommen. – Die Angelegenheit konnte erst nach dem Tod Peters durch den Vertrag von Zarskoje Selo 1783 geregelt und abgeschlossen werden. Innenpolitisch fällt in die holsteinische Amtszeit Pechlins die geübte Kabinettsjustiz gegen den in Kiel agierenden Verwaltungschef Ernst Joachim Westphal.
Johann von Pechlin war verheiratet mit Margareta Amalia, einer Tochter des mecklenburgischen Generals von Flohr. Von den Kindern des Paares sind zwei Söhne bekannt geworden: der eine, Detlev Philip (1718–1772) wurde wie sein Vater Geheimrat und großfürstlicher Conseilminister; sein Enkel war der spätere dänische Gesandte Friedrich Christian Ferdinand von Pechlin. Der andere, Karl Friedrich von Pechlin, hingegen wurde Offizier, schwedischer General und Politiker und war an der Ermordung des Königs Gustav III. beteiligt.